# Sede da Johnson Wax
A Sede da Johnson Wax é a sede mundial da administração da S.C. Johnson & Son, Inc. em Racine, Wisconsin. O edifício foi projetado entre 1936 e 1939 pelo arquiteto americano Frank Lloyd Wright, contratado pelo presidente da companhia, Herbert F. Johnson.  Em 1976 foi tombado pelo patrimônio histórico dos Estados Unidos recebendo a designação Administration Building and Research Tower, S.C. Johnson and Son.
Um exemplo de projeto aerodinâmico, o edifício da administração da Cera Johnson, tem mais de duzentos tipos de tijolos vermelhos curvados revestindo o exterior e o interior do edifício, e tubulações de vidro Pyrex pendentes do teto e clerestórios, que são as carreiras de janelas perto do forro, para deixar entrar luz filtrada. As cores que Frank Lloyd Wright escolheu para o edifício da cera de Johnson são creme para as colunas e relevos e vermelho Cherokee, um tom levemente acastanhado de vermelho para os assoalhos, tijolos, e mobília. A mobília, igualmente projetada pelo arquiteto, e produzida por Steelcase Inc., reproduz as linhas curvas do edifício.
A entrada no edifício é feita ao passar-se por baixo da torre de pesquisas da Ceras Johnson de 14 pavimentos, construída entre 1944 e 1951, e através de uma área de estacionamento de pouca altura, o qual é amparado por colunas de concreto armado dendriformes, ou seja, que lembram o formato de árvores. O teto da área de estacionamento cria um efeito de compressão de espaço, e as colunas dendriformes são reproduzidas dentro do edifício, onde se elevam à altura de dois andares, suportando a estrutura do forro. Esta elevação em altura repentina ao entrar-se no edificio resulta na sensação de grande amplitude de espaço. Compressão e liberação de espaço eram conceitos que Wright usava em muitos de seus projetos, incluindo a sala de jogos em sua residência e estúdio de Oak Park, no Unity Temple em Oak Park, Illinois, no Solomon R. Guggenheim Museum em New York City, e em muitos outros. A maior área em volume espacial no Johnson Wax Building é o grande Workroom, como Wright o chamava. Esta área aberta não tem nenhuma parede interna e foi planejada para as secretárias da companhia, enquanto um mezanino alojava os administradores.

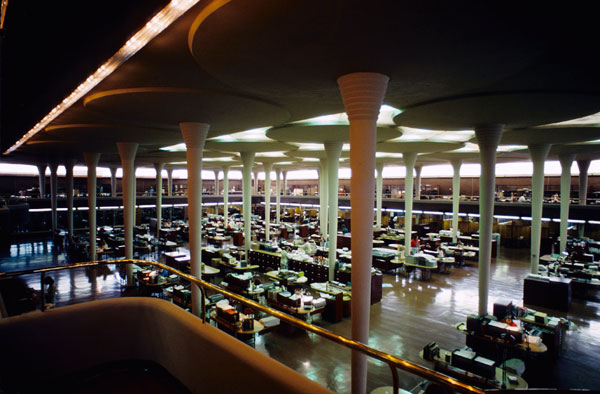
Great Workroom no interior do Johnson Wax Building

A construção do edifício criou contrariedades para o arquiteto. No grande Salão de Trabalho, as colunas dendriformes medem 23 centímetros de diâmetro na parte inferior e 5,5 metros de diâmetro na parte superior, em uma ampla plataforma redonda que Wright denominou lily pad. Esta diferença no diâmetro entre a parte inferior e a parte superior da coluna não atendia o código de normas técnicas de edificações da época. Os fiscais de construção civil exigiram que uma coluna para prova de carga fosse construída e carregada com doze toneladas de material. A coluna de prova, uma vez construída, foi carregada com sessenta toneladas de material antes que o calyx, ou capitel, a parte da coluna que encontrava a plataforma denominada lírio, rachasse, deitando todas as sessenta toneladas de material à terra, e estourando um cano subterrâneo de abastecimento de água que estava enterrado dez metros solo abaixo. Após esta demonstração, foi liberado o alvará de construção do prédio.
Outro problema enfrentado era a dificuldade em selar de modo eficiente a tubulação de vidro dos clerestórios e do telhado, que insistiam em vazar. Este problema não foi resolvido até que borrachas de vedação foram colocadas entre os tubos, uma cobertura de plástico ondulada foi instalada selando o telhado, ao mesmo tempo que imitava os tubos de vidro. E finalmente, o projeto das cadeiras que Wright concebeu para mobiliarem o edifício originalmente tinha apenas três pernas, supostamente para incentivar melhor postura, porque todos teriam que manter ambos os pés apoiados no chão ao sentarem nelas; no entanto, o projeto da cadeira provou-se demasiado instável, caindo muito facilmente. Herbert Johnson, precisando de novo um projeto de cadeira, pediu  que Wright sentasse-se em uma de suas cadeiras de três pés e, depois que Wright caiu da cadeira, o arquiteto projetou cadeiras novas  com quatro pés; estas cadeiras, e o resto da mobília do escritório projetados por Wright, são estão em uso.
Apesar destes problemas, Johnson estava satisfeito com o projeto do edifício, e mais tarde contratou também o projeto da torre de pesquisas, e de uma casa que ficou conhecida como Wingspread. A torre da pesquisa é já não está em uso por causa da mudança nos códigos de segurança contra incêndios. Além de constarem no registo nacional de lugares históricos, os edifícios da Johnson e o edifício de administração e a torre foram ambos escolhidos pelo American Institute of Architects entre os dezessete edifícios projetados por Wright na lista de exemplos de contribuição para a cultura americano. Adicionalmente, foram também designados marcos históricos em 1976. Constam entre dez edifícios de Wright em uma lista elaborada pelo United States National Park Service, em 2008, e submetida à ONU para avaliação com vistas à sua nomeação como Patrimônio da Humanidade.